# Washingtoni Állami Egyetem (Globális kampusz)
A Washingtoni Állami Egyetem globális kampusza 2012. július 2-án jött létre; célja a hallgatói létszám növelése az online kurzusokon keresztül.

## Fordítás
Ez a szócikk részben vagy egészben  a   Washington State University Global Campus című angol Wikipédia-szócikk ezen változatának fordításán alapul.  Az eredeti cikk szerkesztőit annak laptörténete sorolja fel. Ez a jelzés csupán a megfogalmazás eredetét és a szerzői jogokat jelzi, nem szolgál a cikkben szereplő információk forrásmegjelöléseként.